# Chilothorax shansianus
Chilothorax shansianus är en skalbaggsart som beskrevs av Takeshiko Nakane och Shirahata 1957. Chilothorax shansianus ingår i släktet Chilothorax och familjen Aphodiidae. Inga underarter finns listade i Catalogue of Life.